# گابریل ماس
گابریل ماس (اسپانیایی: Gabriel Mas‎؛ زادهٔ ۹ مارس ۱۹۳۳) دوچرخه‌سوار اهل اسپانیا است. وی در مسابقات تور دو فرانس شرکت کرده است.